# 梅氏細棘鰕虎魚
梅氏細棘鰕虎魚，为輻鰭魚綱鰕虎鱼目鰕虎鱼亚目鰕虎鱼科的其中一種，分布於印度洋區的印度海域，棲息在河口及沿岸的泥底質淺水處。

## 扩展阅读
維基物種上的相關：梅氏細棘鰕虎魚